# UFO: Afterlight
UFO: Afterlight je počítačová hra kombinující prvky strategie a RPG, která nepřímo navazuje na sérii X-COM. Tato hra je poslední z trilogie, jíž předcházelo UFO: Aftermath a UFO: Aftershock. Za zmínku jistě stojí, že tuto trilogii vyvíjela česká firma Altar Games a vydána byla roku 2007. Principy hry jsou takřka stejné jako u UFO: Enemy Unknown
Ve hře se setkáte jak se strategickou částí, kde vylepšujete a stavíte budovy, děláte výzkumy, vyrábíte roboty, skafandry a doplňky, ale také s částí taktickou, kdy ve strategické části vhodně vybavíte váš tým a následně s ním plníte určité mise. Hra má dále velmi podrobně propracovaný RPG systém, kdy jednotky a roboti dostávají zkušenostní body, čímž postupují na vyšší úrovně, což jim umožňuje speciální tréninky.

## Příběh
V prvním díle UFO: Aftermath se skupina Retikulanů (mimozemšťanů) pokusí zmocnit Země. Retikulané vypustí do atmosféry spóry, které během několika dní zastíní slunce, posléze klesnou k povrchu a zabijí, nebo zmutují všechnu faunu na Zemi. I přes tento vražedný útok, podpořený také bombardováním strategických pozic, se poměrně velkému počtu lidí podařilo katastrofu přežít. Z nich se zformovala organizace zvaná Zemská rada, v jejíchž službách stojíte vy, jakožto velitel speciální jednotky. Útočící Retikulané jsou však pouhými vzbouřenci, samotná rasa Retikulanů, byla už v době před invazí, v přátelských stycích s představiteli Země. Cílem této skupiny, je vytvořit z celé planety obří superpočítač, jelikož Retikulané užívají biotechnologie, mají v plánu pokrýt celý povrch planety speciální biomasou, celý počítač by tak byl de facto živou bytostí. Během hraní nastane okamžik, kdy se budete muset rozhodnout, zda přijmete podmínky vetřelců a vzdáte se života na povrchu planety, výměnou za vesmírné stanice vybudované na orbitě, nebo budete pokračovat dál, zničíte hlavní základnu Retikulanů na odvrácené straně měsíce a vyrvete Zemi z jejich spárů.
Ve druhém dílu UFO: Aftershock se počítá s tím, že jste zvolili první možnost. Děj se odehrává 50 let po soudném dni a vy v něm vystupujete v roli velitele mladých vojáků, inženýrů a vědců, kteří se zachránili, z rozpadající se orbitální stanice Laputa. Podaří se vám najít další Laputu, nejspíš bývalé velitelství Retikulanů, která je téměř úplně opuštěná, a tak ji obsadíte. O tom, co se stalo před 50 lety, víte jen pramálo a tak musíte všechno znovu objevit, sjednotit obyvatele Země a ubránit se novému útoku z kosmu.
A nakonec v UFO: Afterlight jste velitel posádky, která byla vyslána na Mars, aby ho terraformovala. Jak už to bývá, nic není jednoduché a tak se zničehonic objeví záhadná rasa Beastmanů, dále narazíte na automaticky ovládané roboty a v neposlední řadě najdete obě skupiny retikulanů a probouzející se marťany, kteří byli mnoho milionů let v umělém spánku. Jak to dopadne? Záleží jenom na vás.